# Paul Wendland
Paul Wendland (Olsztynek, 17 agosto 1864 – Gottinga, 10 settembre 1915) è stato un filologo classico tedesco.

## Biografia
Nacque a Hohenstein (ora Olsztynek), provincia della Prussia, insegnò presso l'Università di Kiel (dal 1902), l'Università di Breslavia (dal 1906), l'Università di Gottinga (dal 1909).
Fu coautore di un'edizione su Filone di Alessandria, "Philonis Alexandrini opera quae supersunt" (6 volumi, 1896-1915). Con Otto Kern pubblicò "Beiträge zur Geschichte der griechischen Philosophie und Religion" (1895).

## Opere principali
- Philosophische Schrift über die Vorsehung, 1892.
- Beiträge zur Geschichte der grieschischen Philosophie, 1895 (con Otto Kern).
- Anaximenes von Lampsakos, 1905.
- Die hellenistisch-römische Kultur in ihren Beziehungen zu Judentum und Christentum, 1907.
- Die urchristlichen Literaturformen, 1912.
- Die griechische Prosa und die römisch-christliche Literatur, 1912.
- Philonis Alexandrini opera quae supersunt, 6 volumi, (con Leopold Cohn), 1896-1915.